# Wistaston
Wistaston – wieś w Anglii, w hrabstwie ceremonialnym Cheshire, w dystrykcie (unitary authority) Cheshire East. Leży 31 km na południowy wschód od miasta Chester i 237 km na północny zachód od Londynu. W 2001 miejscowość liczyła 8222 mieszkańców.